# Руска социалдемократическа работническа партия
Руската социалдемократическа работническа партия е марксистка партия, основана през 1898 г. в Минск, Руската империя.

## Болшевики
На втория конгрес на партията през 1903 година болшевиките се формират като отделна партийна фракция, като официално излизат от партията от 1912 година и създават Руската социалдемократическа работническа партия (болшевики) - съкращавана като РСДРП (б), през пролетта на 1917 година; неин лидер е Владимир Улянов (Ленин).
Тази партия подготвя и оглавява Октомврийската революция от 1917 г. и поема властта в страната. РСДРП (б) се преименува в Руска комунистическа партия (болшевики) на свой конгрес в началото на март 1921 година, по-късно - във Всесъюзна комунистическа партия (болшевики) (1925) и в Комунистическа партия на Съветския съюз (1952).

## Меншевики
Болшевиките забраняват остатъчната РСДРП (свила се около другото крило на партията – меншевиките) след Кронщатското въстание от февруари-март 1921 година. Въпреки нейната забрана и политическите репресии партията продължава дейността си, но нелегално, още 2 години.